# Влодзімеж Матушинський
Влодзімеж Матушинський (пол. Włodzimierz Matuszyński, 8 серпня 1948) — польський спортсмен.
Учасник Олімпійських Ігор 1972 року.